# Комуна (Владимирська область)
Комуна (рос. Коммуна) — присілок, підпорядкований місту Мурому Владимирської області Російської Федерації.
Населення становить 11 осіб (2010).

## Історія
Присілок розташований на землях фіно-угорських народів муроми та мещери.
Згідно із законом від 13 травня 2005 року увійшло до складу муніципального утворення місто Муром.

## Населення
| 2010 |
| ---- |
| 11   |